# NGC 6711
NGC 6711 ist eine Balken-Spiralgalaxie vom Hubble-Typ SBbc im Sternbild Drache am Nordsternhimmel. Sie ist schätzungsweise 219 Millionen Lichtjahre von der Milchstraße entfernt.
Das Objekt wurde am 5. August 1885 von Lewis Swift entdeckt.